# Vierge et l'Enfant avec le jeune saint Jean Baptiste
Vierge et l'Enfant avec le jeune saint Jean Baptiste – en italien Madonna con Bambino e san Giovannino – est un tableau réalisé vers 1490 par le peintre florentin Sandro Botticelli et son atelier. Ce tondo est peint sur un panneau de bois a tempera et à l'huile et est rehaussé d'or. Il représente Marie déposant un baiser sur les joues de l'Enfant Jésus tandis que le jeune Jean le Baptiste se tient en adoration derrière lui. Cette Madone est conservée au Clark Art Institute, à Williamstown, dans le Massachusetts, aux États-Unis.